# Cliopsidae
Cliopsidae is een familie van weekdieren uit de klasse van de Gastropoda (slakken).

## Geslachten
- Cliopsis Troschel, 1854
- Pruvotella Pruvot-Fol, 1932